# Championnats de France d'athlétisme 1961
Navigation
Championnats 1960 Championnats 1962
Les Championnats de France d'athlétisme 1961 ont eu lieu du 21 au 23 juillet 1961 au Stade Yves-du-Manoir de Colombes. Les épreuves combinées se déroulent les 29 et 30 juillet 1961 au Stade Charléty de Paris.

## Palmarès
| Discipline        | Hommes             | Hommes            | Femmes               | Femmes       |
| ----------------- | ------------------ | ----------------- | -------------------- | ------------ |
| 100 m             | Jocelyn Delecour   | 10 s 3            | Michèle Davaze       | 12 s 3       |
| 200 m             | Jocelyn Delecour   | 20 s 8            | Michèle Davaze       | 25 s 2       |
| 400 m             | Jean Bertozzi      | 48 s 0            | Evelyne Lebret       | 57 s 8       |
| 800 m             | Michel Jazy        | 1 min 49 s 9      | Michèle Niau         | 2 min 15 s 3 |
| 1 500 m           | Jean Clausse       | 3 min 48 s 8      | -                    | -            |
| 5 000 m           | Robert Bogey       | 13 min 53 s 8     | -                    | -            |
| 20 km marche      | Henri Delerue      | 1 h 36 min 50 s 8 | -                    | -            |
| 80 m haies        | -                  | -                 | Denise Guénard       | 11 s 0       |
| 110 m haies       | Jacques Dohen      | 14 s 3            | -                    | -            |
| 400 m haies       | Georges Mysson     | 52 s 0            | -                    | -            |
| 3 000 m steeple   | Jean Fayolle       | 9 min 01 s 6      | -                    | -            |
| Saut en longueur  | Alain Véron        | 7,53 m            | Madeleine Thétu      | 6,02 m       |
| Triple saut       | Pierre William     | 15,63 m           | -                    | -            |
| Saut en hauteur   | Mahamat Idriss     | 2,03 m            | Florence Petry-Amiel | 1,62 m       |
| Saut à la perche  | Bernard Balastre   | 4,30 m            | -                    | -            |
| Lancer du poids   | Pierre Colnard     | 16,40 m           | Bernadette Burger    | 13,16 m      |
| Lancer du disque  | Pierre Alard       | 51,67 m           | Marthe Bretelle      | 43,85 m      |
| Lancer du marteau | Guy Husson         | 59,35 m           | -                    | -            |
| Lancer du javelot | Michel Macquet     | 77,22 m           | Suzanne Cathiard     | 44,04 m      |
| Décathlon         | René-Jean Monneret | 6 377 pts         | -                    | -            |
| Pentathlon        | -                  | -                 | Denise Guénard       | 4 496 pts    |